# 大韓航空8509便墜落事故
大韓航空8509便墜落事故（だいかんこうくう8509びんついらくじこ）は、1999年12月22日に大韓航空貨物8509便ボーイング 747型機が英ロンドン・スタンステッド空港からミラノ・マルペンサ空港に向けて離陸した直後にエセックスグレート・ハーリングベリー (en:Great Hallingbury) 村近郊の森に墜落した航空事故である。原因は機器の故障に加えて機長の不適切な操縦によるものであった。この事故により乗員4名全員が死亡した。

## 概要
当該8509貨物便は、韓国ソウルの金浦空港を起点とし、途中ウズベキスタンのタシュケント国際空港で給油し、ロンドン・スタンステッド空港でクルーを交代してイタリアのミラノ・マルペンサ空港へ向かう予定だった。スタンステッドまでフライトした航空機関士は、機体備え付けのテクニカルログブックに「機長席のADI（姿勢指示器）はロール方向の指示の信頼性が無い」と記入し、また、スタンステッドの大韓航空所属の韓国人地上エンジニアに口頭で詳細を伝えた。この現象はタシケント離陸後に発生したという。タシケントからのクルーはミラノに向かうクルーには会うことなく空港を離れた。
8509便が荷物の積み下ろしや給油を行っている間に、大韓航空地上エンジニアと大韓航空と整備委託契約関係にある現地整備組織(FLS Aerospace社)から派遣された2名のエンジニアが、報告のあったADIの修理・調整を行った。搭乗クルーが到着したころには荷物の積込みもほとんど終わっていた。クルーは機長・副操縦士・航空機関士の3名で、機長が操縦を担当した。機長はエンジン始動前に貨物積込み担当者と一緒に積み荷をチェックし、書類にサインした。ADIを修理した大韓航空地上技師もミラノに行くために当該便に同乗し、コックピット内の予備席に座った。
17時27分には出発の準備が整っていたが、クルーが原因ではない理由により1時間近く待機させられ、タキシングを開始したのは18時25分だった。この長い待ち時間に機長は不機嫌になったようで、特段のミスをしたわけでもないのに些細な理由をつけて副操縦士を何度かにわたり叱りつけた。
機長の操縦により18時36分ごろに異常なく離陸したが、副操縦士による高度900フィート (270 m)のコール直後にADIコンパレータの異常警報が鳴った。ADIコンパレータは機長側のADIと副操縦士側のADIのピッチまたはロール指示値に4度以上の差異が生じ、かつこの状態が1秒以上継続すると警報（ブザー音およびADI表示部の上側に文字/ランプ表示等）を行う。このときのブザー音はおよそ2秒間鳴ったあとひとりでに停止したが、その数秒後の高度1,500フィート (460 m)において再びブザーが鳴り、今度は2秒未満で止まった。この2度にわたるコンパレータ警報時はまだ離陸後の直進上昇中であり、軽度の乱気流等に対応するための操縦桿の操作によるものだと考えられているが、警報音に対するクルー間のコールアウト（称呼）や、警報の原因を調査するといった言葉のやり取りは行われなかった。
標準手順では（空港内に設置された）距離測定装置(Distance Measuring Equipment,DME)から1.5海里 (2.8 km)の地点で左旋回を開始することになっていたが、機長席のDMEの表示がおかしくなり、正確な距離がわからなくなった。このため機長はおよその見当で左旋回を開始した。このときもコンパレータが警報を発したが、機長と副操縦士の間にはこの警報に関してもやり取りはなく、6秒（鳴動9回）後におそらく機長によって無言のまま警報はリセットされた。機長席のADIはピッチについては正確な表示をしていたが、ロールに関してはずっと水平状態を示していたと考えられている。レーダーおよびフライトデータレコーダー(FDR)記録によれば、当該機は左旋回を開始したが、地上に激突するまでずっと操縦桿を左に切った（旋回）状態だった。このため実際のバンク角は左90度に達した（通常この種の大型旅客機・貨物機では30度を超えるバンクは行わない）。途中、航空機関士が“bank,bank”と叫んでバンク過大に対する注意喚起が行われたが機長は何の反応もせず、そのまま急激に高度を失い墜落し、爆発炎上した。コンパレータの警報をリセットしてからわずか17秒後だった。墜落時の姿勢は、40度機首下げ、左90度バンクで、速度は250ノット (460 km/h)ないし300ノット (560 km/h)だった。

## 原因

### ADI修理
ADIに表示される機体の姿勢（ピッチとロール）情報は、接続されている慣性航法ユニット(Inertial NavigationUnit,INU)からの情報を基にしており、今回の不具合はこのINUのロール検出部の故障が原因だった。だが大韓航空地上エンジニア（モスクワを本拠として自社便が立ち寄る空港に出張して整備、あるいはその監督を行っていた）はADIユニットを外してコネクタや接点類を掃除し再び取り付けるといった程度のことしか行わず、INUには触れてもいなかった。そして最後にADIのセルフテストを行い合格の結果が出たので、修理を完了したと信じてしまった。だが、セルフテストではINUが接続されていることは確認するが、それが正しい情報を出力しているかどうかはチェックしないものだった。
当該B747-200型機では、機長（左）席及び副操縦士（右）席のADIにそれぞれ別個のINUが接続されているが、これら2台のほかに予備としてもう1台のINUが装備されており、どちらの席のADIもスイッチ操作により予備のINUに切り替えることができる。直前にフライトしたクルーによる申し送りとして、機長席のADIのバンク表示がおかしかった際に、INUを予備用に切り替えたら正常なバンク表示が得られたと報告されていた。このことから類推すれば、まずはINUをチェックする必要があった。だが大韓航空エンジニアはADIを取り外した際にコネクタ内の戻しピンが規定の位置まで戻っていないのを見つけ、故障原因はこれに違いないと思い込んでしまった可能性が高い。電気図面を参照すれば当該ピンは今回の不具合とは無関係な系統の配線の一部であることも分かったはずである。
いずれにしても、修理に際して正しく故障診断マニュアル(Fault Isolation Manual,FIM)を参照し、それに従って故障診断を進めていけば「INUユニットを交換する」という指示に容易にたどり着いたはずであった。だがFIMは機内に常備されているものではなく、また大韓航空から整備会社にコピーが提供されていなかった。大韓航空エンジニアも当日は持参していなかった。
また、この韓国人エンジニアはB747型機に関して、KCAB(Korean Civil Aviation Bureau,大韓民国民間航空局)により正式に発行された、分類“A”（機体）、分類“P”（エンジン）、分類“G”（アビオニクス/電子部品類）の全部にわたり整備ができる資格を持っていた。KCABによる”A”、”P”、”G”といった分類名は米国連邦航空局によるそれとよく似ており、韓国人と議論する際にはこの分類名が使用される。だが事故後に調査委員会がKCABに対して当該エンジニアのこの資格では何ができて何ができないのかを書面で提出するよう求めたところ、KCABは提出できなかった。ただし口頭でアビオニクスに関しては別の資格が必要かもしれないとの回答を行ったという。行った作業内容から推定すると、このエンジニアは少なくともアビオニクス関連機器に関してはそれを整備や修理するのに必要な知見や経験を持っていたとは思われない。

### 機長の操縦
標準手順では、離陸後に直進上昇し、スタンステッド空港内にあるDMEからの距離が1.5海里 (2.8 km)となった時点で左旋回を開始することとなっていた。離陸前のタキシングにおいて、機長席のDME表示器が間欠的に異常値を示したが、調査中に復旧してしまった。機長は納得できない様子であり、離陸後の上昇中にDME指示値は再び異常値をとった。
しかし、スタンステッド空港内DMEからの距離表示がおかしくなったとしても、代替手順として別のVORからの方位信号を用いて左旋回を開始する時期を決定する方法が機内備え付けの出発用チャートに明示されており、これに従えば正しい位置で旋回することができた。実際、副操縦士は「代替の158度（VORからの方位信号）を使用しましょう」と代替手順を採ることを提案しているが、機長は何も答えなかった。
一般にパイロットは自機の位置や姿勢が分からなくなった際には、「計器を信じろ」と教えられている。このためADIがバンク角0度（水平）を示したままなので操縦桿をずっと左に切った状態を維持したのではないかと推定されている。しかし、コンパレータは複数回にわたって警報を発しており、眼前にある正常作動していた予備用のADIを一目チェックすれば計器の異常を確認することは可能であった。また20秒以上にわたって操縦桿を切り続けた場合、機体がどうなるかは容易に想像がつくものであり、計器を信じるのであれば正常に作動していたピッチ角表示はかなりの機首下げ（約15度、通常大型旅客機では5度以上の機首下げはしない）状態となっていた上に、速度も250ノット (460 km/h)を超過していたことは認識していたはずであるにもかかわらず、それらに対して何らの対応もしなかった。事故報告書では、機長の合計飛行時間13,490時間、うちB747の飛行時間8,495時間の経験を考えると上記のような無為無策を説明することはとりわけ困難である、と述べている。

### 副操縦士
離陸準備が整った段階で、クルーが原因ではない理由（提出フライトプランの不備など）で管制により1時間以上の待機を強いられた。この待機時間中に機長と副操縦士の間にその後の出来事に影響を与えた可能性のあるやり取りがあった。
例えば副操縦士が管制と交わした無線通信に関して、事故報告書には、「副操縦士が行った管制との無線通信の内容は正確なものだったが、機長はそれについて不適切な言葉を使って指導を行った。さらに、このほかに2つの場面で、韓国人であれば極めて侮辱的と感じる言い方で罵倒した」と記されている。
副操縦士は機長の操縦に関して監視を行う義務があり、機体のバンクおよびピッチが通常のそれを大きく超えているときには当然助言を行ったり操縦に介入するなどしなくてはならない。だが離陸後の脚上げから墜落までのおよそ45秒間に副操縦士が発した言葉は、高度の読み上げと管制との無線通信、および機長のDME表示がおかしくなった際に代替方法としてVOR/DMEの方位情報を使うことを提案したのみである。副操縦士席側のADIは正常作動しており、航空機関士による助言は聞こえていたはずだが、異常なバンク角やピッチおよび速度に関しては最後まで一言も発していない。
副操縦士は経験が浅く（総飛行時間1,406時間、うちB747は73時間）、離陸後の様々な業務に忙しく、機体が異常な姿勢になっていることに気付かなかったか、あるいは上述のように離陸前に機長から指導名目でさんざん罵詈雑言を浴びせられていて（ほとんどは根拠のない言いがかりのようなもの）、機長の操縦がおかしいと感じても決して口をはさむべきでないと感じていたのかもしれない。

### 航空機関士
機関士席は機長と副操縦士の背後にあり、両方のADIおよび中央に位置する予備用ADIの全部を見ることができた。そして比較的冷静に事態を把握して、二人の操縦士に対して必要な注意も与えている。機長が左旋回を開始した時点で機長席ADIのバンク角表示が変わらないのを見てこのことを指摘し、次いで副操縦士席と予備のADIを参照して、バンク角が30度を超えたことを注意している。そして機長席からも見ることができる「予備ADIを見ましょう」と提案までした。だがこれら機関士による発言に対して機長および副操縦士は何ら反応を示さなかった。
墜落寸前にも単語”bank”を含む発言をしたが、その声は続いて起こることを覚悟した、諦めを感じさせる口調であったと報告書は述べている。:59

## 事故の背景
大韓航空は大韓民国空軍のOBをパイロットとして採用することが多く、また採用時には大型航空機の操縦経験の有無等ではなく、大韓民国国軍の階級が大きな影響力を持っていた。もともと機長は戦闘機のパイロットでしかなく、大型航空機や民間機の操縦経験は一切なかったにもかかわらず、大韓航空は機長が「大佐」の役職であったことを重視し、大型の民間貨物機のパイロットとして機長を採用した。
また、大韓航空の企業風土（組織文化）として、本来はパートナーとして位置しているはずの機長・副操縦士の関係が、機長を「主人」、副操縦士を「手伝い」という位置づけで、明確な上下関係を持ったものとなっており、また、機長に対して副操縦士が文句を言うことは望ましくなく、場合によっては、副操縦士が機長に代わり操縦を行う事そのものが、機長の面子を潰す行為であるとの認識があった。
このことと、機長の軍隊経験から、到底民間機のパイロットには相応しくない威圧的言動、副操縦士の経験不足と精神的な重圧もあり、機長の誤った操作を、誰も是正できなかった。
これらの文化的背景から、鳴り響く警告音が無視されているにもかかわらず、機長の誤った操作方法を、副操縦士が修正することができず、また機長へ修正するよう求めることもなく、事故に至った。

## 事故後
調査後、イギリス航空事故調査部は大韓航空に対し、クルー・リソース・マネジメントの推進などを含めた訓練計画見直しと、操縦士と副操縦士が自由に意思疎通を図れるよう、会社の慣習を是正するよう勧告した。
大韓航空は1997年から1999年にかけて繰り返し墜落事故を起こしたため、アメリカ合衆国連邦政府の連邦航空局(FAA)は、大韓民国の航空安全管理体制の評価を、カテゴリー「1」から「2」に格下げした。カテゴリー「2」の国の民間航空会社は、アメリカ合衆国路線の新設や増便、米航空会社とのコードシェア便が認められない。
その後同社は、デルタ航空の副社長を大韓航空社長に招聘するなどし、2017年現在では元のカテゴリー「1」へと戻っている。大韓航空は1999年のこの事故以降、墜落事故は一度も起こしていない（2021年現在）。

## 映像化
- メーデー!:航空機事故の真実と真相 第9シーズン第8話「Bad Attitude」

## 関連事項
- クルー・リソース・マネジメント
- エア・インディア855便墜落事故
- ノースウエスト・エアリンク5719便墜落事故 - 本事故の6年前の12月1日に発生した。アメリカ合衆国ミネソタ州でコミューター機が墜落し、搭乗者全員が死亡した。原因は着陸進入中に副操縦士が高度を読み上げなかったことだが、その原因を作り出したのが機長の言動であった。この機長は経験の浅い副操縦士を出発前に怒鳴りつけた。また、この機長は過去にも別の同僚や部下との間で暴行事件を起こしており、会社への不満で乱暴な操縦をするなど問題だらけの人物であった。
- 英国欧州航空548便墜落事故 - 1972年6月18日。ヒースロー空港からブリュッセル空港に向かっていた英国欧州航空の定期便が離陸上昇中に墜落した。原因はパイロットエラーの他に、コックピット内の人間関係が破綻していたことにある。
- 大韓航空ナッツ・リターン - 8509便と同じく大韓航空においてパワーハラスメントが原因となった事件。
- ケニア航空507便墜落事故
- 慣性航法装置
- 姿勢指示器
- パワーハラスメント